# Ружа Ігнатова
Ружа Ігнатова — болгарська підприємиця, організатор фінансової піраміди «OneCoin». Головна управляюча директорка компанії OneCoin.

## Біографія
Ружа Ігнатова народилася в Болгарії, в десятирічному віці переїхала з сім'єю до Німеччини. Перед тим як повернутися на батьківщину і почати кар'єру, бізнес-підприємництво, Ігнатова закінчила економічний факультет в університеті міста Констанц і захистила докторську дисертацію в галузі права Оксфордського університету. На початку кар'єри Ружа Ігнатова приєдналася консультанткою до міжнародної компанії McKinsey & Company, де працювала з низкою міжнародних банків та фінансових установ, очолювала напрямки — корпоративна банківська справа, управління приватним капіталом, активами, ризиками та ризиками ліквідності.
З 2017 року розшукується правоохоронними органами США та Великої Британії за звинуваченнями в шахрайстві та відмивання грошей. Створені болгарськими офшорними компаніями OneCoin Ltd і OneLife Network Ltd, зареєстрованими в Дубаї та Белізі, інвесторам у аферу OneCoin обіцяли гарантований прибуток до 300%. Прокуратура США стверджує, що OneCoin ошукала інвесторів по всьому світу на 4 мільярди доларів.
У липні 2022 року Ігнатова була додана до десятки найбільш розшукуваних ФБР. У той час опубліковане повідомлення бюро пропонувало винагороду в розмірі 100 000 доларів США за будь-яку інформацію, яка призведе до арешту Ігнатової.
Востаннє Ігнатову бачили під час посадки на рейс із Болгарії до Греції у 2017 році, і з того часу вона вважається зниклою.
Сімнадцятого лютого 2023 року незалежне Бюро журналістських розслідувань та даних (BIRD) з Болгарії повідомило, що за отриманими ними відомостями, які підтверджено документами, вилученими з будинку вбитого колишнього начальника кримінальної поліції Другого поліцейського відділку Любомира Іванова, Ружу Ігнатову було позбавлено життя на яхті у Греції у листопаді 2018-го року за замовленням одного з відомих місцевих наркобаронів — Христофороса Аманатидиса — Такі. Такі намагався приховати свою роль у фінансовій піраміді OneCoin та, імовірно, доручив своєму кілеру, Христо Христову («Кераві»), вбити пані Ігнатову, розчленувати її тіло та викинути у води Іонічного моря.
Про замовне вбивство розповів один із власників АТ «ГП Групп» Георгій Васильєв, перебуваючи у стані алкогольного сп'яніння. З довідок, складених під час приватного розслідування колишніми працівниками спецслужб, вбачається також участь у приховуванні злочину керівника відділу вбивств Державної поліції Михайла Наумова.
Наразі болгарська прокуратура та МВС не вважають вилучені документи доказами, відтак, заступник міського прокурора Софії, Христо Крастев, говорить про відсутність підстав для порушення кримінальної справи про вбивство. На сайті ФБР Ружа Ігнатова залишається найбільш розшукуваною жінкою у світі.

## Діяльність
У 2014 році Ружа Ігнатова заснувала «OneWorld Foundation», з метою покращення освіти дітей та молоді, які зростають в поганих умовах. Фонд орієнтований на підвищення рівня життя шляхом надання можливості отримання якісного рівня освіти.

## Книжки
- Art. 5 NR. 1 Eugvo — Chancen Und Perspektiven Der Reform Des Gerichtsstands Am Erfuellungsort (Europaeische Hochschulschriften / European University Studie) — ISBN 978-3631542880, 2005[10]
- Learning for profit, ISBN 978-619-90326-1-9, 2015[11]